# Día de la Visibilidad Lésbica en Argentina

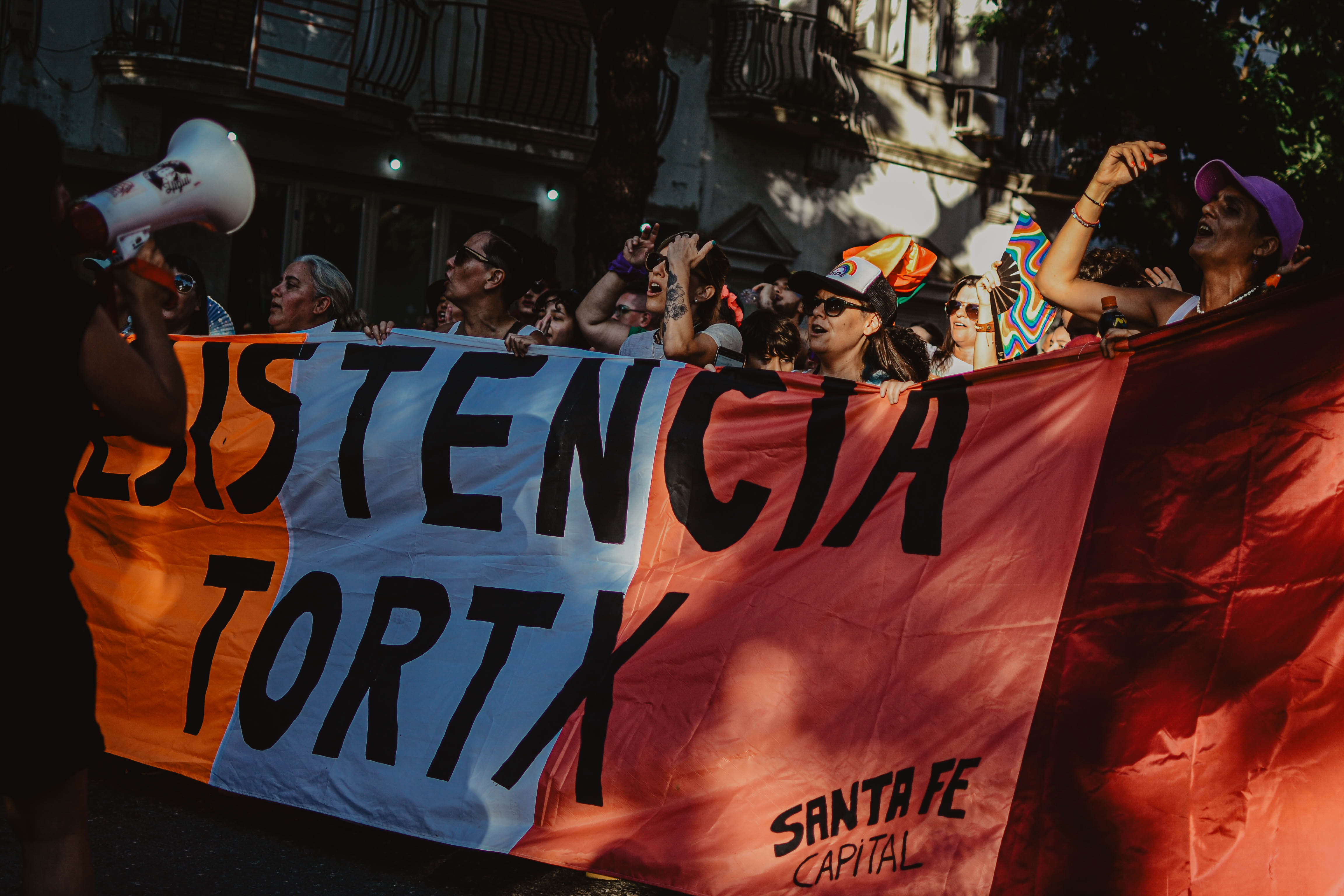
Colectiva "resistencia torta" en la Marcha antifascista antirracista de ciudad de Santa Fe, Argentina - 2025

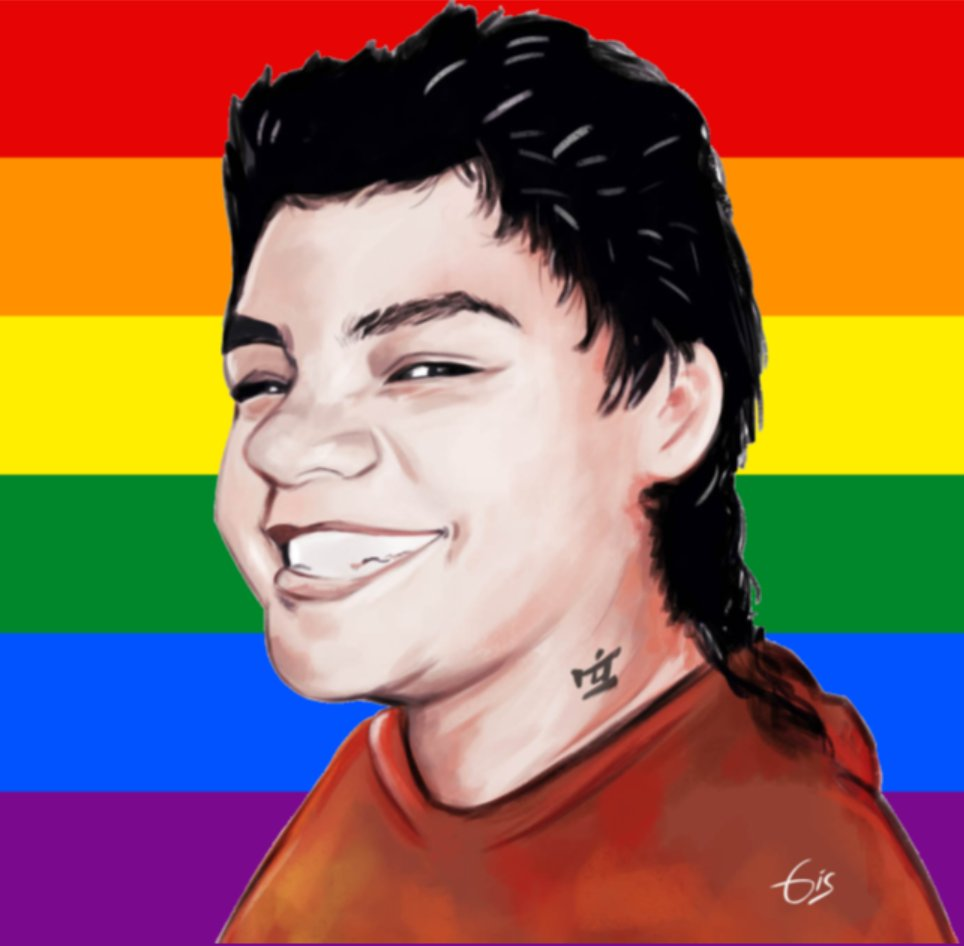
Retrato ilustrado de Pepa Gaitán

El Día de la Visibilidad Lésbica en Argentina se celebra cada 7 de marzo en diversas partes del país con el objetivo de visibilizar la lucha por la igualdad de derechos de las mujeres lesbianas en Argentina.  La fecha fue establecida en memoria de  del femicidio de Natalia "Pepa" Gaitán, a manos del padrastro de su novia el 7 de marzo de 2010.

## Orígenes y objetivos

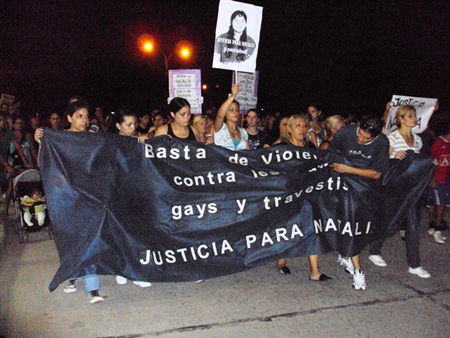
Marcha por Pepa Gaitán en la ciudad de Córdoba el 18 de marzo de 2010. En el centro, su madre Graciela Vázquez.

El movimiento se originó en la ciudad de Córdoba, luego de que organizaciones sociales se manifestaran en reclamo de justicia por el asesinato de "Pepa" Gaitán. El responsable del hecho fue condenado a catorce años de cárcel. La fecha fue establecida por la Ordenanza municipal Nª 11.906 que declara el 7 de marzo como el Día municipal contra la Discriminación por Orientación Sexual e Identidad de Género¨. El proyecto fue presentado por la agrupación Devenir Diverse en homenaje a Natalia Gaitán.

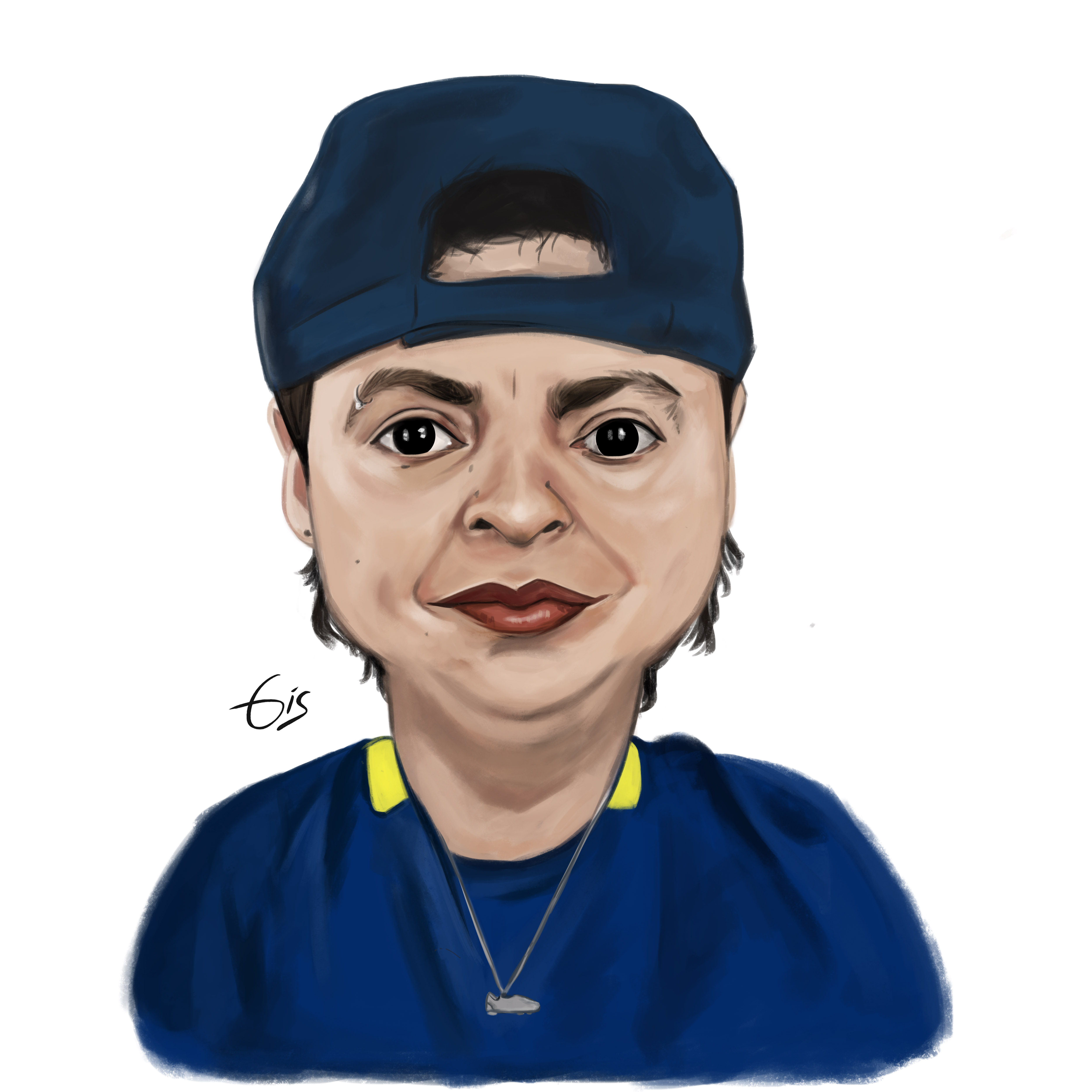
Higui, Eva Analía De Jesús. Estuvo casi 8 meses presa por defenderse de un intento de violación

## Casos emblemáticos de violencia y lesboodio
El 7 de marzo de 2010, Natalia Gaitán, una mujer homosexual conocida como "Pepa", fue asesinada por el padrastro de su novia. La justicia lo calificó como homicidio simple agravado por uso de armas de fuego, y el responsable del hecho fue condenado a 14 años de cárcel. La Justicia no nombró la violencia de género en la condena por lo que decidió no agravar el homicidio. La familia de Gaitán había pedido 18 años de prisión y que se considere el asesinato como un crimen de odio o lesbofóbico.
El 16 de octubre de 2016, Eva Analía De Jesús, conocida como Higui", fue violentada por una patota de varones que la atacó e intentó violar por ser lesbiana, ella se defendió con una navaja e hirió de muerte a uno de ellos. De Jesús fue procesada por homicidio simple y detenida durante casi ocho meses, y tras el acompañamiento de organizaciones sociales y la repercusión pública que tomó el caso, el 12 de junio de 2017 la justicia dio la orden de que fuera liberada. Finalmente, fue absuelta en marzo de 2022 por tribunal oral en lo criminal número 7.
El 2 de octubre de 2017, Mariana Gómez se encontraba fumando junto a su esposa Rocío Girat en la estación Constitución. Un policía le solicitó a Gómez que apague el cigarrillo, tratándola de pibe varias veces, ella contestó que terminaba el cigarrillo y se retiraba, pero el policía le puso una mano en el pecho y le dijo «pibe, vas a ser detenido», a lo que Gómez le pega en la cara y testículos al policía. Luego llegó una mujer policía a asistir en la situación y en el forcejeo Gómez le arranca pelos de la cabeza, y finalmente fue arrestada. En julio de 2019 Gómez fue condenada a un año de prisión en suspenso por resistencia a la autoridad y lesiones leves, pero en abril del 2021 fue absuelta.
Gómez manifestaba que había sido arrestadas por abrazarse y besarse con Girat, y por ser lesbiana. Estos hechos convocaron a organizaciones que trabajan por los derechos de la diversidad sexual y a organizaciones feministas y de Derechos Humanos, quienes pidieron la absolución de Gómez.
El 6 de mayo de 2024, Justo Fernando Barrientos atacó con fuego a cuatro mujeres lesbianas en un hotel familiar del barrio de Barracas, en la Ciudad de Buenos Aires. El atentado, motivado por odio hacia la orientación sexual de las víctimas, resultó en la muerte de Pamela Cobbas, Mercedes Roxana Figueroa y Andrea Amante, mientras que Sofía sobrevivió y se encuentra en proceso de recuperación. Este hecho fue calificado como un crimen de odio y un triple lesbicidio.

## Acciones conmemorativas en el país
Como una forma de exigir igualdad de derechos, lesbianas y agrupaciones de la diversidad sexual se reúnen a lo largo y ancho del país para conmemorar dicha fecha.
| Año  | Ciudad   | Provincia  | Asistentes | Tipo de acción      | Imágenes |
| ---- | -------- | ---------- | ---------- | ------------------- | -------- |
| 2017 | Santa Fe | Santa Fe   | 300        | Festival            |          |
| 2018 | Santa Fe | Santa Fe   | 500        | Jornada de talleres |          |
| 2018 | Paraná   | Entre Ríos | 500        | Jornada de talleres |          |
| 2019 | Santa Fe | Santa Fe   | 500        | Jornada de talleres |          |
| 2020 | Santa Fe | Santa Fe   | 500        | Jornada de talleres |          |
| 2021 | Santa Fe | Santa Fe   | 800        | Festival            |          |